# Toshiaki Imai
Toshiaki Imai (født 29. december 1954) er en japansk fodboldspiller. Han var i perioden 2005-2007, 2016 træner for Taiwans fodboldlandshold.